# ß
ß는 독일어에서만 쓰이는 글자로 에스체트(Eszett, /ɛsˈtsɛt/) 또는 샤르페스 에스(scharfes S, '날카로운 S')라고 불린다. ß를 사용할 수 없을 때는 ss로 대체하여 쓴다. 보통은 단어의 첫 글자로 쓰이지 않아 대문자로 자주 쓰이지는 않지만, 인명이나 지명 등에 사용되는 경우 대문자의 부재로 불편이 있어 대문자 도입에 대한 논의가 19세기부터 계속되어 왔으며 2017년 6월 29일 맞춤법 개정으로 대문자 ß도 공식문자로 채택되었다.

## 역사

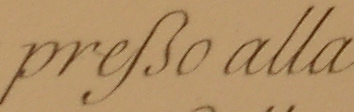
ſ와 s의 합자로 ß를 적은 이탈리아어 필본.

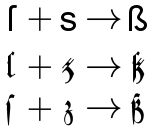
ß의 기원.

ß는 처음에 합자였으며, 다음 두 가지 쓰임이 있었다.
- ſs - ſ(긴 s)와 s의 합자.
- ſz - ſ(긴 s)와 z의 합자.

ß의 대문자 형태가 아예 없는 것은 아니며 유니코드 5.1에 대문자가 포함되었다. 대문자 형태는 ẞ이다.

## 사용법
현대 독일어 맞춤법에서 ß는 음절 첫머리에 오는 무성음 s음(IPA [s]을 표기한다(예: Stra-ße (길)). 또 장모음 뒤에 오는 무성음 s음도 같은 계통의 낱말에 ß가 쓰인다면 ß로 표기한다(예: flie-ßen [흐르다]의 활용형인 es fließt [그것이 흐른다]).
ß 대신 ss가 쓰이는 때는 무성음 s음이 두음절에 나눠 실렸거나(예: ge-flos-sen ['뜨다'의 과거분사]) 단모음 뒤에 오는 무성음 s음에 같은 계통의 낱말에 ss가 쓰이는 경우(예: es floss [그것은 떴다])이다.
2006년 8월 1일 독일에서 발표된 새 맞춤법에서는 더 이상 단모음 뒤에 에스체트를 사용하지 않고 대신에 ss를 쓴다.

### 스위스와 리히텐슈타인
스위스와 리히텐슈타인은 1930년대에 ß의 사용을 공식적으로 폐기하였다. 그래서 학교, 신문, 서신 등에서 ß는 쓰이지 않고 모든 경우 ss로 대체된다. 다만 스위스의 대규모 출판사들은 독일어 사용 시장 전체를 대상으로 하므로 ß를 계속 사용한다.

### 사용 예
Tschüß = Tschüss 안녕, 잘가(격의 없는 인사)
Straße = Strasse 길
Fußball = Fussball 축구

## 컴퓨터 부호
| 미리 보기      | ẞ                            | ẞ                            | ß                          | ß                          |
| -------------- | ---------------------------- | ---------------------------- | -------------------------- | -------------------------- |
| 유니코드 이름  | LATIN CAPITAL LETTER SHARP S | LATIN CAPITAL LETTER SHARP S | LATIN SMALL LETTER SHARP S | LATIN SMALL LETTER SHARP S |
| 인코딩         | 10진                         | 16진                         | 10진                       | 16진                       |
| 유니코드       | 7838                         | U+1E9E                       | 223                        | U+00DF                     |
| UTF-8          | 225 186 158                  | E1 BA 9E                     | 195 159                    | C3 9F                      |
| 수치 문자 참조 | &#7838;                      | &#x1E9E;                     | &#223;                     | &#xDF;                     |
| 명명 문자 참조 |                              |                              | &szlig;                    | &szlig;                    |

## 같이 보기
- 대문자 ß